# Bayajidda
Die Bayajidda-Legende ist die große Ursprungslegende der Hausastaaten Nordnigerias. Sie hat eine über-ethnische historische Bedeutung, da sie Staatengründungen einbezieht, die über die Hausa-Sprachgrenze hinausreichen.

## Inhalt
Nach der in Daura, der traditionellen Hauptstadt der Hausa, überlieferten Legende wurde die Stadt von der aus Palästina über Nordafrika eingewanderten Königin Magajiya und ihren Leuten gegründet. Später kam der aus Baghdad stammende Bayajidda über Bornu nach Daura, tötete die Schlange im Brunnen und heiratete die Königin. Um den Vollzug der Heirat hinauszuschieben, gab diese dem Helden die Sklavin Bagwariya zur Konkubine. Er zeugte mit Bagwariya Karbagari, den Stammvater der „sieben Banza“-Staaten und später mit Magajiya Bawo, den Stammvater der „sieben Hausa“-Staaten. Zu letzteren zählt allerdings auch Biram (Garun ta-Gabbas), ein Sohn des Helden aus einer vorherigen Ehe mit einer Prinzessin aus Bornu, der Magira.

## Soziale Einbettung
Die Bestimmung des historischen Haftpunktes der Legende bereitet Schwierigkeiten, da eine direkte Parallelisierung mit historischen Gegebenheiten ausgeschlossen ist. Dennoch ist festzustellen, dass die Legende sich nicht im luftleeren Raum bewegt, sondern in den Staatsämtern von Daura verankert ist. Während der großen, heute muslimischen Festprozessionen verkörpert der König den Schlangentöter Bayajidda und die „amtliche“ Königinmutter Magajiya die gleichnamige legendäre Königin von Daura. Auch die hohen Beamten Galadima und Kaura spielen der Legende entsprechend vergleichbare Rollen im festlichen Kultdrama. Daraus wird ersichtlich, dass der Ursprung des Staates und der Ursprung der Legende zusammengehören.

## Interpretation
Nach Dierk Lange steht die Bayajidda-Legende parallel zur Abraham-Sara-Hagar-Erzählung des Alten Testaments. So wie die biblische Erzählung den Ursprung der zwölf Stämme Israels mit der Nachkommenschaft Saras und den Ursprung der arabischen Stämme mit der Nachkommenschaft Hagars erklärt, so erklärt die Bayajidda-Legende den Ursprung der Hausa-Staaten mit der Abstammung von Magajiya und den Ursprung der südlich davon gelegenen Banza-Staaten mit der Abstammung von Bagwariya. Auch Verbindungen mit den gleichnamigen Bori-Geistern legen eine Identifizierung von Magajiya mit Sara und Bagwariya mit Hagar nahe. Unter Berücksichtigung des Kanaan-Bezuges von Magajiya, der legendären Königin von Daura, sind beide auf staatsbildenden Aktivitäten von Einwanderern nach dem Zerfall des assyrischen Reiches zurückzuführen. Die Bayajidda-Legende wird insofern zu Recht als Gründungscharta der Hausastaaten angesehen. Langes Thesen stellen hinsichtlich ihres Bezuges auf das Alte Testament, die Israeliten und Assyrien in der Fachwelt jedoch eine Außenseiterposition dar.